# Gran Premio Montelupo 1984
Il Gran Premio Montelupo 1984, ventesima ed ultima edizione della corsa, si svolse il 19 giugno 1984 su un percorso di 204 km. La vittoria fu appannaggio dell'italiano Ennio Salvador, che completò il percorso in 5h07'00", precedendo il belga Rudy Pevenage e il connazionale Marino Amadori.
Sul traguardo di Montelupo Fiorentino 32 ciclisti, su 101 partiti dalla medesima località, portarono a termine la competizione. 

## Ordine d'arrivo (Top 10)
| Pos. | Corridore              | Squadra                  | Tempo    |
| ---- | ---------------------- | ------------------------ | -------- |
| 1    | Ennio Salvador         | Gis Gelati-Tuc Lu        | 5h07'00" |
| 2    | Rudy Pevenage          | Del Tongo-Colnago        | a 52"    |
| 3    | Marino Amadori         | Alfa Lum-Olmo            | s.t.     |
| 4    | Riccardo Magrini       | Metauro Mobili-Pinarello | a 2'07"  |
| 5    | Luciano Rabottini      | Metauro Mobili-Pinarello | a 3'37"  |
| 6    | Filippo Piersanti      | Murella-Rossin           | s.t.     |
| 7    | Ennio Vanotti          | Bianchi-Piaggio          | s.t.     |
| 8    | Benedetto Patellaro    | Murella-Rossin           | a 5'50"  |
| 9    | Cesare Cipollini       | Dromedario-Alan-Sid.     | a 7'20"  |
| 10   | Steen-Michael Petersen | Fanini-Wührer-Sibicar    | s.t.     |